# Verjni Rogachik
Verjni Rogachik (en ucraniano: Верхній Рогачик, romanizado: Verjnii Rohachyk; en ruso: Верхний Рогачик) es un pueblo ucraniano perteneciente al óblast de Jersón. Situado en el sur del país, forma parte del raión de Kajovka y del municipio (hromada) de Verjni Rogáchik.
El pueblo se encuentra ocupado por Rusia desde el 6 de marzo de 2022 en el marco de la invasión rusa de Ucrania.

## Geografía
Verjni Rogachik está a orillas del río Rogachik, un afluente del Dniéper. El asentamiento se encuentra 58 km al suroeste de Energodar y 180 km al noreste de Jersón. 

## Historia
El asentamiento fue fundado en 1786 con el nombre de Kazenne, pero se menciona Verjni Rogáchik a principios del siglo XIX por el reasentamiento de campesinos de las provincias de Poltava y Cherníguiv, y cosacos. La población se dedicaba principalmente a la ganadería y la agricultura pero en la segunda mitad del siglo XIX, aparecieron las primeras empresas industriales en Verjni Rogáchik. 
Durante la Guerra de Crimea (1853-1856), Verjni Rogachik se convirtió en uno de los hitos en la ruta de las tropas rusas a la península de Crimea para defender Sebastopol. Una fábrica de ladrillos funcionó aquí desde 1865; en 1886 se construyó una fábrica de vodka y ya estaban en funcionamiento dos fábricas de ladrillos y tejas, 120 molinos generadores de aire y 5 de gas, 12 alfarerías, varios molinos de aceite.
Los residentes de Verjni Rogáchik participaron activamente en los levantamientos campesinos en el período 1905-1907, facilitado por el círculo socialdemócrata organizado en 1904. La reforma agraria de Stolypin se convirtió en una especie de impulso para el proceso de migración y emigración, al que se unieron los habitantes de Verjni Rogáchik. Se desconoce la fecha exacta y las razones por las que parte de los habitantes de Verjni Rogáchik decidieron emigrar, sin embargo, en 1909, unos doscientos hombres y mujeres partieron y llegaron en el interfluvio del Don y el Volga.
Después de la revolución rusa, el poder soviético se estableció en Verjni Rogáchik con el regreso de los soldados de primera línea. En abril de 1918, en relación con la entrada de tropas de las Potencias Centrales que apoyaban la República Popular de Ucrania, sus destacamentos armados llegaron al pueblo y el gobierno soviético fue prohibido (y los activistas y líderes de partidos fueron arrestados). La respuesta fue la formación de un movimiento partidista que, tras la retirada de las fuerzas armadas de las Potencias Centrales, luchó contra el Ejército blanco, que avanzaba desde Crimea.
En 1929-1931 se da el proceso de colectivización forzosa. Durante la Segunda Guerra Mundial, 789 residentes de Verjni Rogáchik lucharon en los frentes, 396 de ellos murieron; 350 jóvenes residentes del pueblo fueron llevados a Alemania para trabajos forzados. Una unidad partisana con base en las llanuras aluviales del Dnieper, cerca del pueblo de Ushkalka, operaba en el territorio del distrito. 
Verjni Rogachik es el centro administrativo del distrito del mismo nombre desde 1944 y obtuvo el estatus de asentamiento de tipo urbano en 1967.  
Hasta el 18 de julio de 2020, Verjni Rogachik fue el centro del raión homónimo. El raión se abolió en julio de 2020 como parte de la reforma administrativa de Ucrania, que redujo el número de rayones del óblast de Jersón a cinco. El área del raión de Verjni Rogachik se fusionó con el raión de Kajovka.En 2023, Verjni Rogachik perdió el estatus de asentamiento de tipo urbano debido a la eliminación de este estatus administrativo.

## Demografía
La evolución de la población de Verjni Rogachik entre 1886 y 2022 fue la siguiente:
| 9420                                                          | 7265 | 7071 | 5715 | 7586 | 6810 | 6109 | 5844 | 5404 | 5117 |
| (Fuente: Cities & Towns of Ukraine y UKRAINE: Größere Städte) |      |      |      |      |      |      |      |      |      |

Según el censo de 2001, el 86,37% de la población son ucranianos y el 13,04% son rusos.

## Economía
La base de la economía del distrito es la producción agrícola.

## Infraestructura

### Arquitectura, monumentos y lugares de interés
Cerca del pueblo se encuentra uno de los monumentos funerarios de la nobleza escita: el montículo de Verjni Rogachik.

### Transporte
Verjni Rogachik está conectado por carreteras a Nizhni Sirogozi y Kámianka-Dniprovska, con más acceso a Zaporiyia, Jersón y Geníchesk.  